# Sentier du littoral de Sainte-Rose
Le sentier du littoral de Sainte-Rose est un sentier de randonnée de 8 km situé en Guadeloupe sur l'île de Basse-Terre sur le territoire de la commune de Sainte-Rose.

## Description
Sentier historique, la randonnée passe par la pointe Allègre, lieu de débarquement des colons français L'Olive et Du Plessis, en 1635. Lieu le plus au nord de Basse Terre dans l'archipel de la Guadeloupe .
Le départ de la randonnée est à la plage de Clugny, face aux îlets à Kahouanne et Tête à l'Anglais. Elle passe successivement par les sites suivants : 
- Ravine Bisdary
- Anse des Îles
- Pointe des îles
- Pointe Allègre
- Anse du Petit Fort
- Pointe du Petit Fort
- Rivière de Nogent
- Anse de Nogent
- Ravine de l'Hôpital
- Rivière Macaque
- Pointe Nogent
- Rivière Vinty
- Anse Vinty
- Pointe à Latanier

et aboutit à la plage des Amandiers.

## Botanique
Parmi la diversité de végétation, se distinguent les mangles médailles, poiriers, raisiniers (Coccoloba uvifera), amandiers, mancenilliers.